# Pollyanna (pel·lícula de 1920)
Pollyanna és una pel·lícula muda dirigida per Paul Powell i produïda i protagonitzada per Mary Pickford. Fou estrenada el 18 de gener de 1920. La pel·lícula va ser un dels grans èxits d'aquell any i va suposar per a la United Artists uns guanys de 1,1 milions de dòlars. La Disney va fer una nova versió d'aquest pel·lícula l'any 1960.

## Repartiment
- Mary Pickford (Pollyanna Whittier)
- Wharton James (reverend John Whittier)
- Katherine Griffith (tieta Polly)
- Helen Jerome Eddy (Nancy Thing)
- George Berrell (vell Tom)
- Howard Ralston (Jimmy Bean)
- William Courtleigh (John Pendleton)
- Herbert Prior (Dr. Tom Chilton)

## Argument
Després de la mort del seu pare, Pollyanna, marxa a viure amb la seva tieta Polly, una dona molt freda i esquerpa. Malgrat que la nois de seguida es guanya el cor dels habitants del poble amb bones accions com trobar una casa d'acollida per a Jimmie Bean, un noi orfe, la tieta Polly es manté implacable. La raó és que té el cor trencat d'ençà d'una amor de joventut frustrat amb el metge del poble. Un dia, intentant salvar un nen, Pollyanna és atropellada per un cotxe i queda paralítica. La situació fa que finalment la tieta Polly s'adoni de la importància que Pollyanna té per a ella. En saber que només el doctor Chilton pot salvar la neboda, la tieta Polly accepta visitar el seu antic amor. Aquest aconsegueix que Pollyanna torni a caminar per a alegria de tot el poble. Davant de l'èxit, la tieta Polly es reconcilia amb el seu antic amor el qual decideix adoptar Jimmie. Un dia, ella demana per Jimmy i ell, que encara no sap que està recuperada, la visita per passejar-la pel jardí. El noi li dona un anell i surt corrents de vergonya. Ella excitada pel regal surt corrents darrera seu.

## Producció
Basada en la novel·la homònima d'Eleanor H. Porter (1913) i en l'obra de teatre del mateix nom de Catherine Chisholm Cushing (1916) l'adaptació del guió va ser realitzada per Frances Marion. Es tracta de la primera pel·lícula de Pickford per a la United Artists. Per tal d'assegurar un èxit immediat que permetés a la nova companyia tenir uns bons ingressos, Pickford va triar de nou una pel·lícula en la que interpretava una òrfena. Pickford s'havia especialitzat en aquest tipus de papers, de noietes molt més joves que la seva edat real, d'ençà que el 1916, en la pel·lícula “The Foundling” interpretava un flashback apareixia ella mateixa quan era una nena. En la pel·lícula, l'actriu, que aleshores ja tenia 27 anys, interpretava una nena de 12 anys. Dirigida per Paul Powell i filmada per Charles Rosher, l'actriu va utilitzar una doble (Louise de Pré) per a la preparació de les escenes de manera que s'estalviava el tedi de posar durant llargues estones davant de les càmeres per ajustar la llum i l'enquadrament de cada escena i només hi havia de ser quan tot ja estava preparat.